# Ramaria largentii
Ramaria largentii Currie D. Marr și Daniel Elliot Stuntz 1974) din încrengătura Basidiomycota în familia Gomphaceae și de genul Ramaria, este o ciupercă comestibilă pe alocuri destul de răspândită care coabitează. O denumire populară nu este cunoscută. În România, Basarabia și Bucovina de Nord se dezvoltă de la deal la munte, preferând regiuni montane, unde se dezvoltă în grupuri, în păduri de conifere cu predilecție sub molizi, nu rar printre afine. Timpul apariției este între (iulie) august și octombrie (noiembrie).

## Taxonomie
Specia a fost determinată de micologii americani Currie D. Marr și Daniel Elliot Stuntz (1909-1983) de abia în 1974, de verificat în volumul 38 al jurnalul Bibliotheca Mycologica, fiind și numele curent valabil (2021). 
În 1992, micologul elvețian și specialist pentru genul Ramaria Edwin Schild (1927-2014) a descris în volumul 58 al jurnalul micologic Zeitschrift für Mylologie o variație galbenă a ciupercii, anume Ramaria largentii var. citrina.  Alte taxoane nu sunt cunoscute.  
Epitetul specific a fost creat de mai sus numiții Currie D. Marr și Daniel Elliot Stuntz în onoarea profesorului de botanică la Humboldt State University David L. Largent (1939-2016).

## Descriere
- Corpul fructifer:   format dintr-o tufă de ramuri are o înălțime de până la 15 cm și un diametru de 10- 12 (20) cm. Ramurile la bază de  0,5-1,3 (1,4) cm grosime se desfășură divergent spre ușor paralel, fiind împărțite în sus repetat de două sau mai multe ori, în unghiuri în formă de U late sau înguste, uneori și țuguiate, către locurile de împărțire lărgite, neregulat rotunde, spre vârfuri netede, de altfel sub lupă slab brăzdate sub diviziunile ramurilor, în rest canelate longitudinal, în special pe cele mai lungi, (la bătrânețe mai clar vizibil). Rămurelele de capăt sunt preponderent dihotomice care se termină în două sau mai multe vârfuri lungi de 1-3 mm, ascuțite sau contondente. Coloritul corpului este galben-aurii, portocalii până roșu de somon, ocazional brumat ocru-gălbui, la umezeală cu un aspect sticlos. Vârfurile rămân mai viu galbene.
- Piciorul:  compact și puternic de până la 4,5 cm înălțime și 3,5 cm grosime, rotunjit neregulat și preponderent lărgit în sus, este neted, fără bifurcații laterale de rămurele atrofiate. Coloritul, la bază alb, devine galben în sus, contopindu-se cu culoarea ramurilor.
- Carnea: compactă și adesea umedă care nu se decolorează după tăiere este în picior murdar albicioasă, apoasă, și fermă, în ramuri albă, uneori cu o tentă slab gălbuie, mai moale și fragilă, mirosul fiind de cauciuc sau iod, asemănător unui dezinfectant sau ca într-o praxă de dentist, iar gustul blând și plăcut. Ciupercile devin în vârstă ceva amare, mai ales vârfurile.[3][4]

- Caracteristici microscopice: are spori cu o mărime de (10,6) 10,8-14,9 (15,4) x 4 microni care sunt ceva neregulați, fusiformi până alungit eliptici, doar ocazional cu un apicol scurt de 0,8-1,2 μm, puternic cianofili și cu pereți subțiri (0,3-0,4 μm), suprafața fiind presărată cu veruci dispuse neregulat, izolate sau confluente, uneori mari. Pulberea lor este de colorit gălbui-măslinie în apă clară. Basidiile clavate, gri-măslinii-verzuie și granular aspre cu 4 sterigme de 4-8 μm lungime și o clemă bazală fiecare măsoară 64-68 x 8,8-12,8 microni. Basidiolele sunt asemănătoare, dar mai subțiri. Hifele hialine se prezintă în general cu catarame, un conținut neted și o membrană tot netedă de culoare bej-verzuie până la gri-verzuie. În sub-himeniu sunt iregulare, de obicei între 2,4-4,5 μm grosime, cu pereți paraleli sau neregulați, membrana de 0,2-0,4 μm, adesea cu fibule. Hifele ramurilor sunt în general de o grosime cuprinsă între 3,5-18 μm, în apropiere de sub-himeniu parțial sub-regulare și câteodată mai subțiri, dar mai groase spre interiorul ramurii, având pereți paraleli, mai rar ușor umflați, pe alocuri oarecum constrânși în septuri, dar uneori și septați secundar, aici și acolo cu cleme, membranele cu grosime de 0,2-0,5 μm. În trunchi, hifele de 2,5-12 μm sunt încurcat iregulare, cu membrane de asemenea subțiri, între 0,2-0,6 μm, în rest la fel ca în ramuri. Oleifere nu sau doar ușor capitate, cianofile și rare se găsesc în special în tulpină, având o grosime de 3,5-5,5 μm.[7][8][9]
- Reacții chimice: carnea reacționează cu o soluție de KOH (30%) hidroxid de potasiu negativ,  precum cu reactivul lui Melzer brun-auriu până brun roșcat, ce înseamnă că și acest test este negativ.[4]

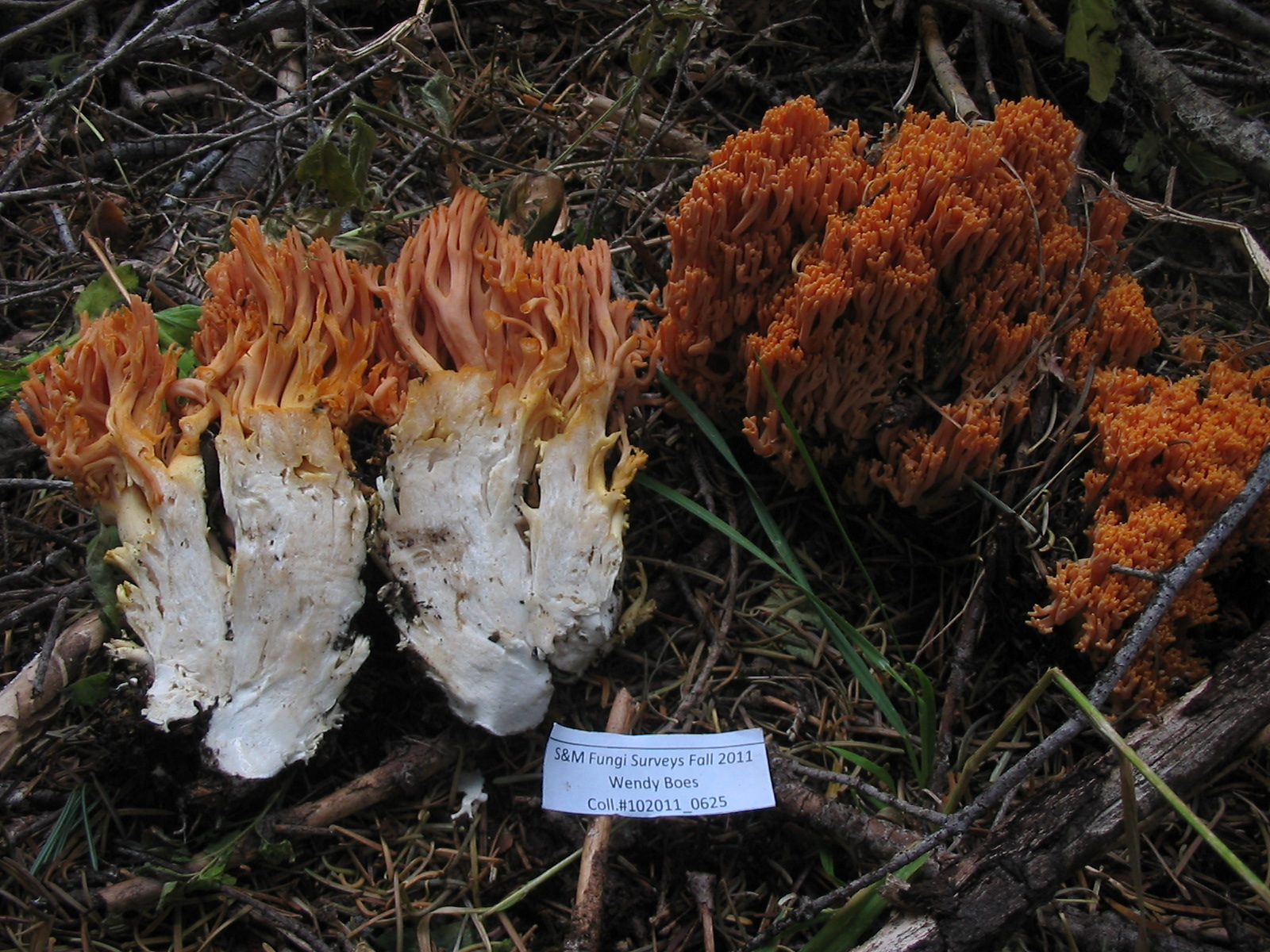
R. largentii, secțiune longitudinală
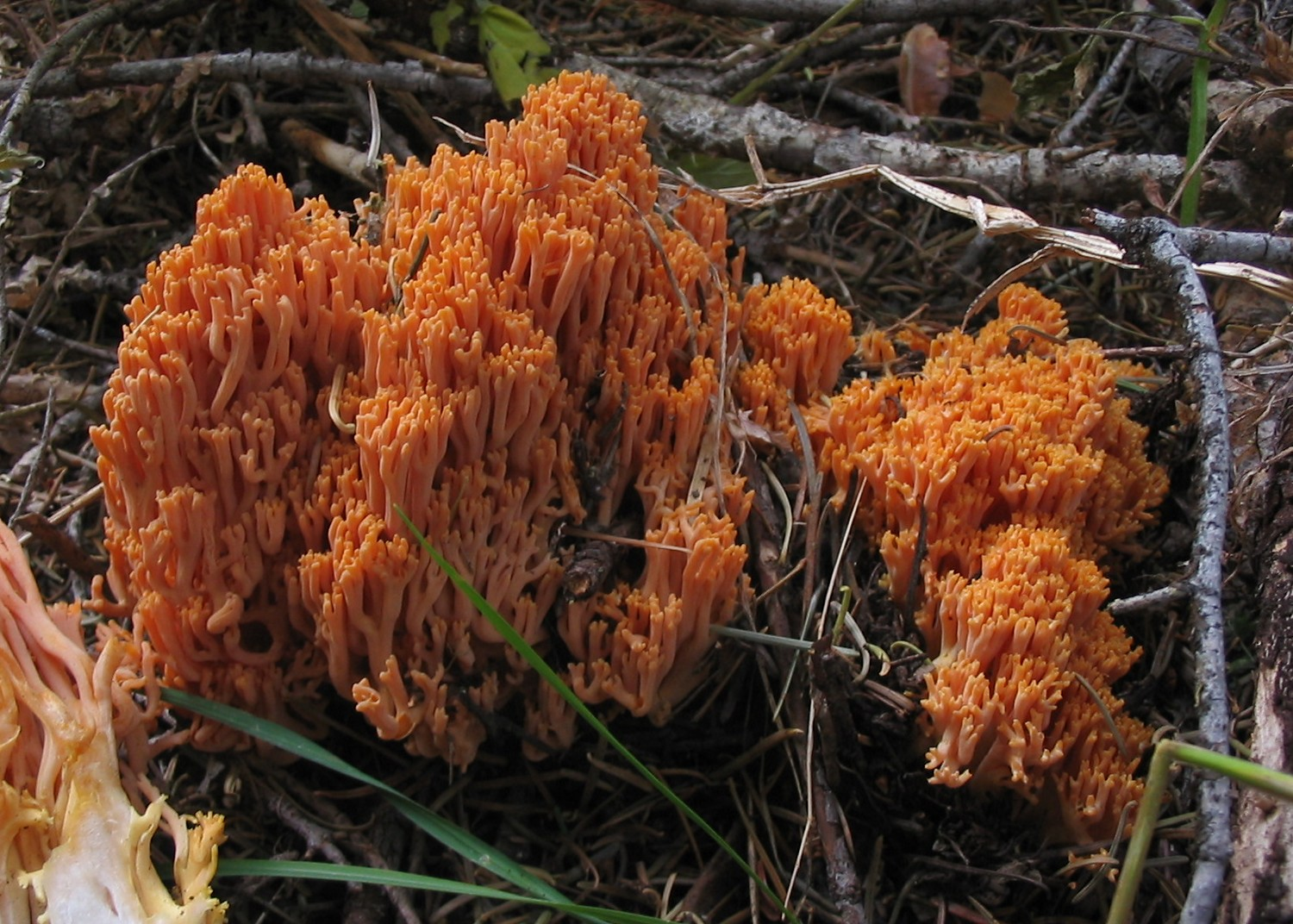
R. largentii mai roșiatică
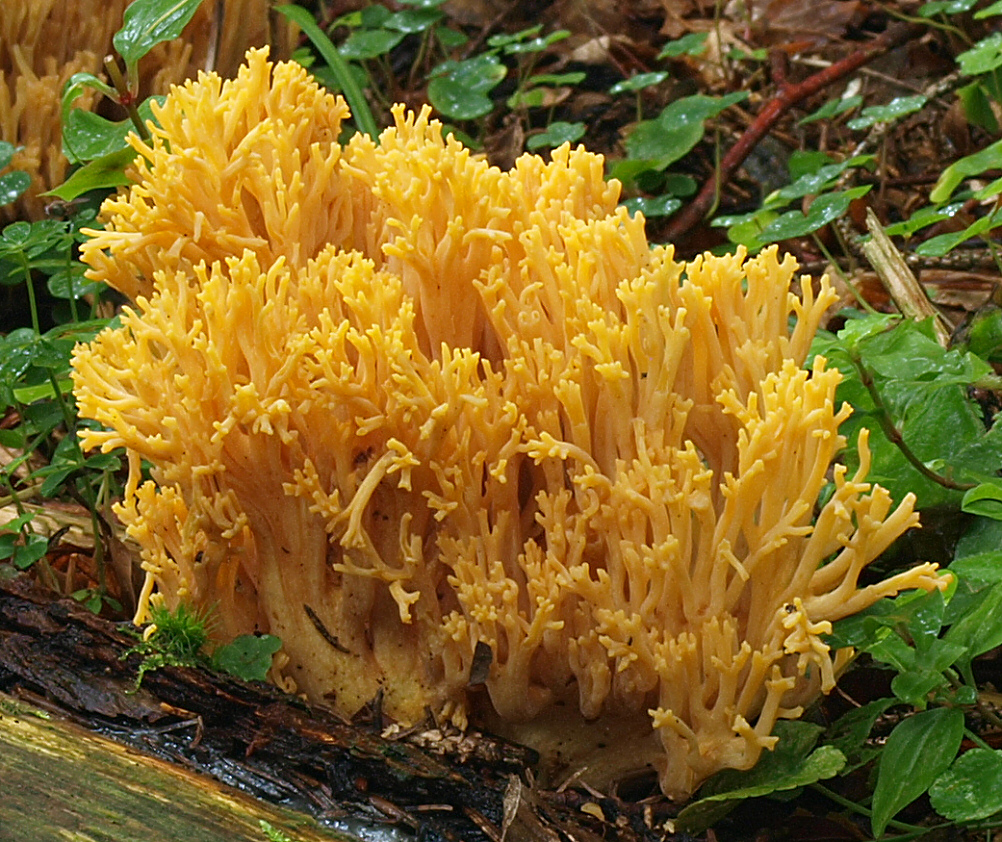
R. largentii, variația citrina

## Confuzii
Dacă nu se dă seama de mirosul specific al ciupercii, ea poate fi confundată cu de exemplu: Ramaria aurantiosiccescens (E. Schild, 1979), (comestibilă), Ramaria aurea (comestibilă) Ramaria botrytis (comestibilă), Ramaria eumorpha (necomestibilă), Ramaria fennica (necomestibilă), Ramaria flaccida (necomestibilă), Ramaria flava (comestibilă Ramaria flavescens (comestibilă), Ramaria flavobrunnescens (comestibilă), Ramaria formosa (otrăvitoare), Ramaria obtusissima (comestibilă, numai puțin gustoasă), Ramaria ochroclora (comestibilitate nesigură), Ramaria pallida (otrăvitoare), Ramaria rufescens (comestibilă), Ramaria stricta (necomestibilă), Ramaria testaceoflava (necomestibilă). sau chiar și cu Sparassis crispa (comestibilä) în stadiu tânăr.

## Specii asemănătoare în imagini

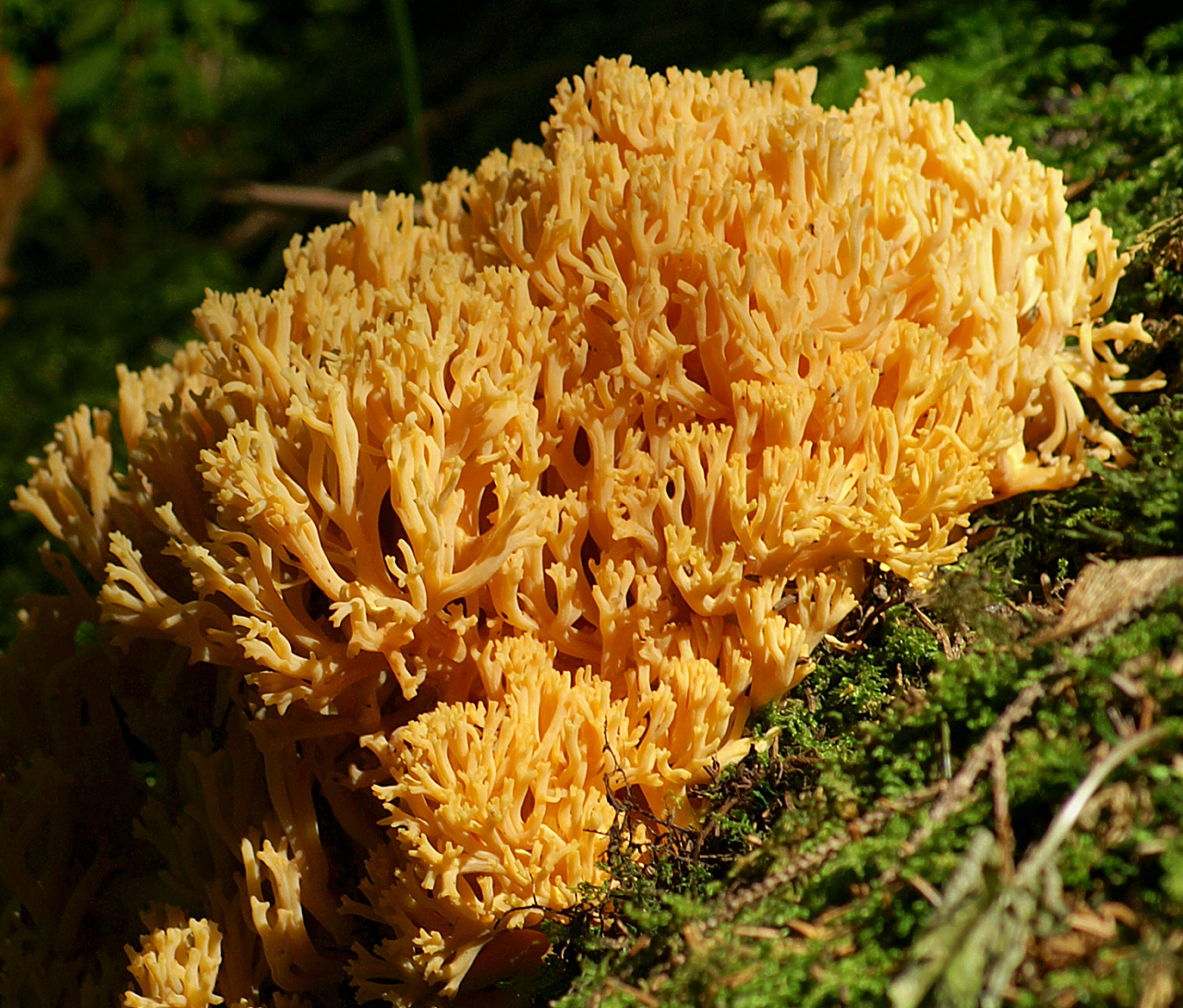
Ramaria aurea
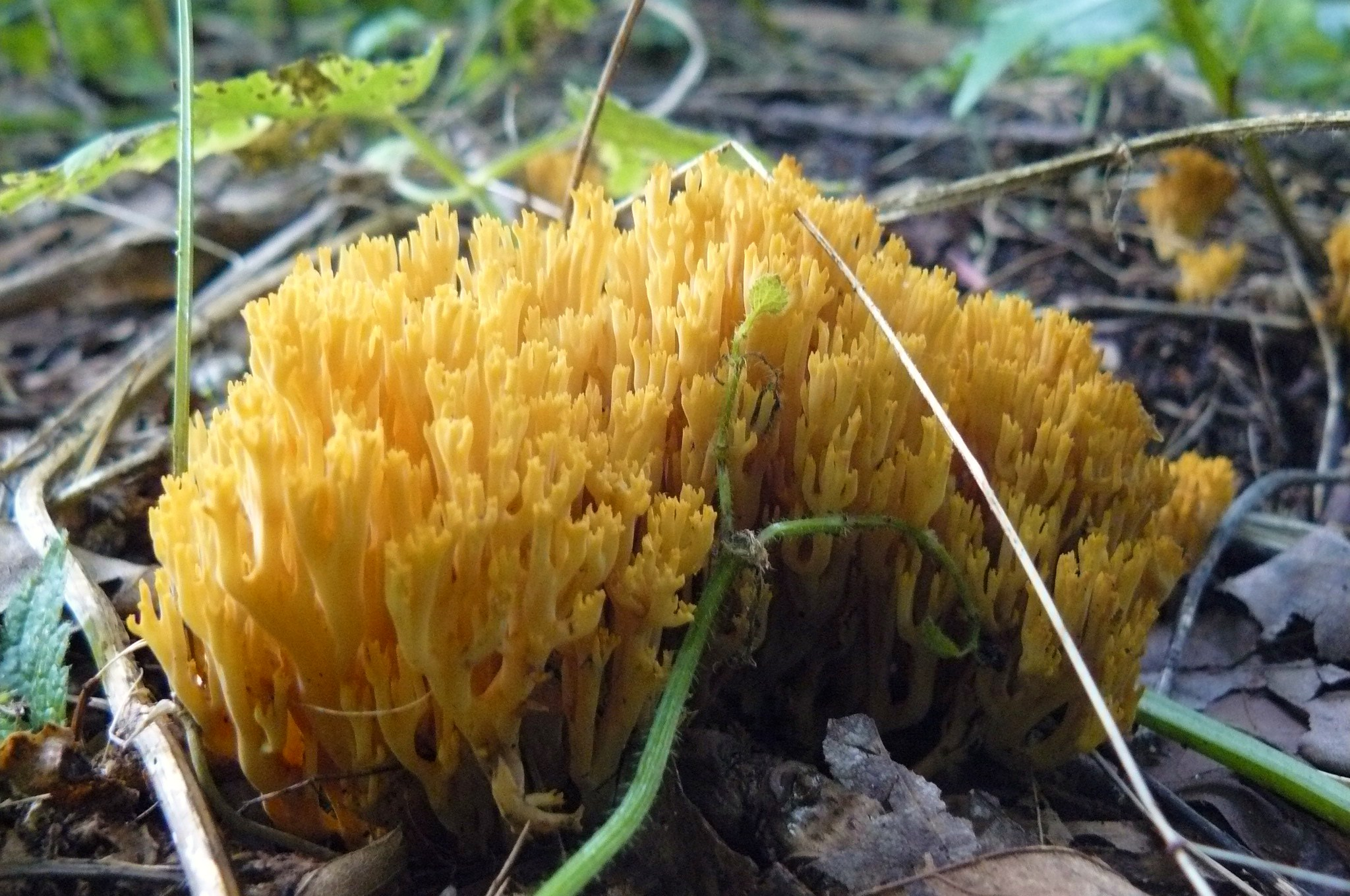
Ramaria aurantiosiccescens
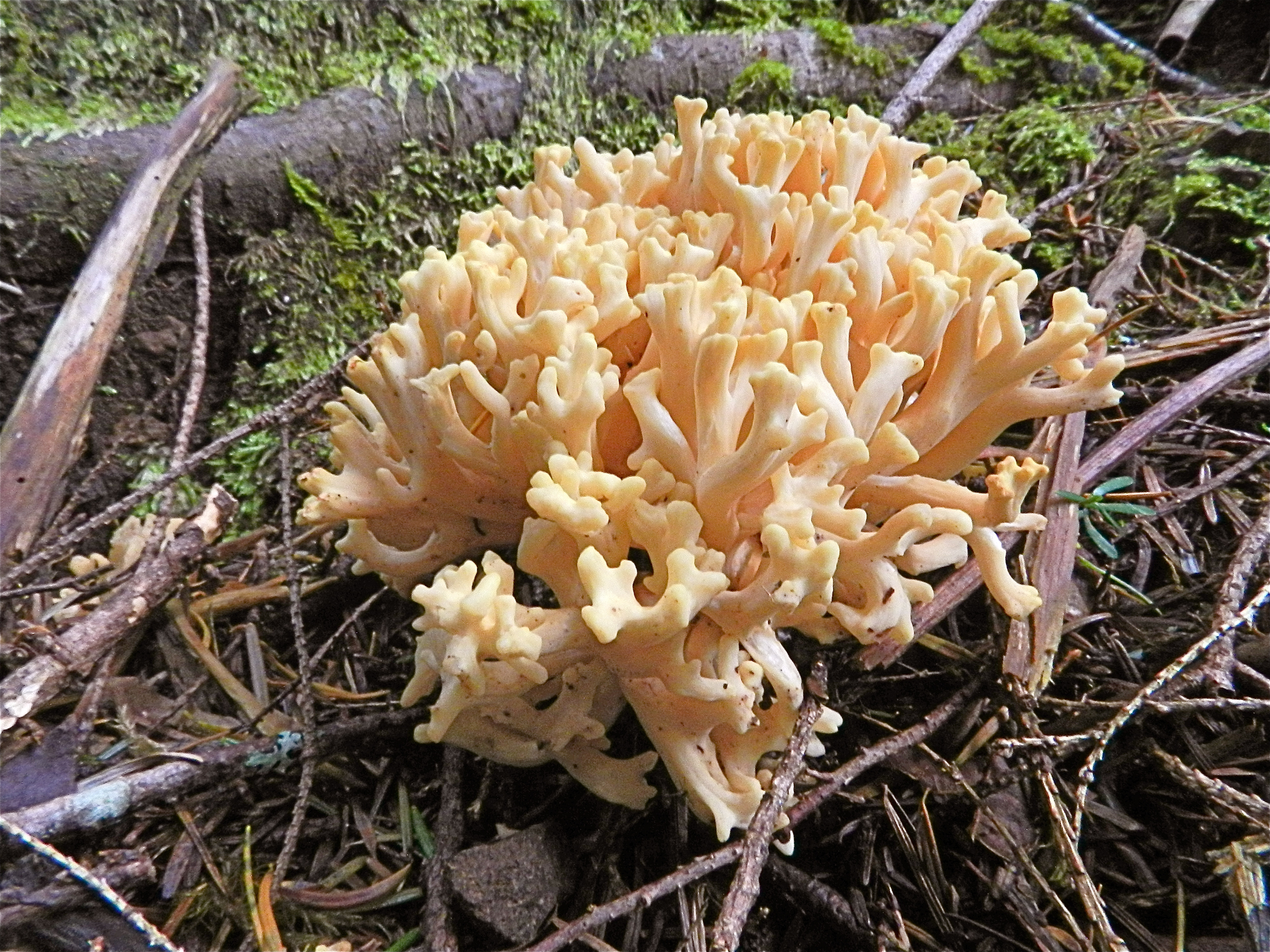
Ramaria botrytis tânără
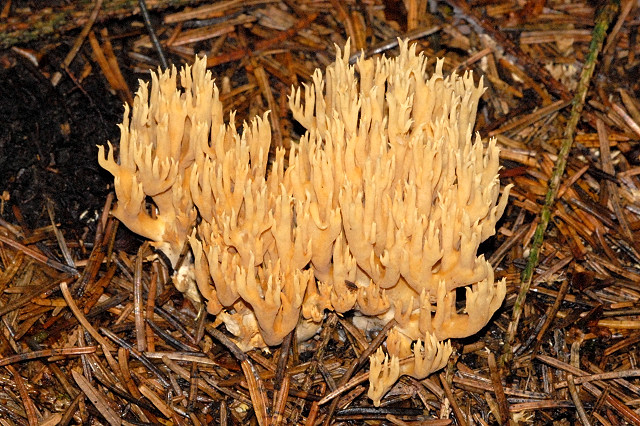
!Ramaria.eumorpha!
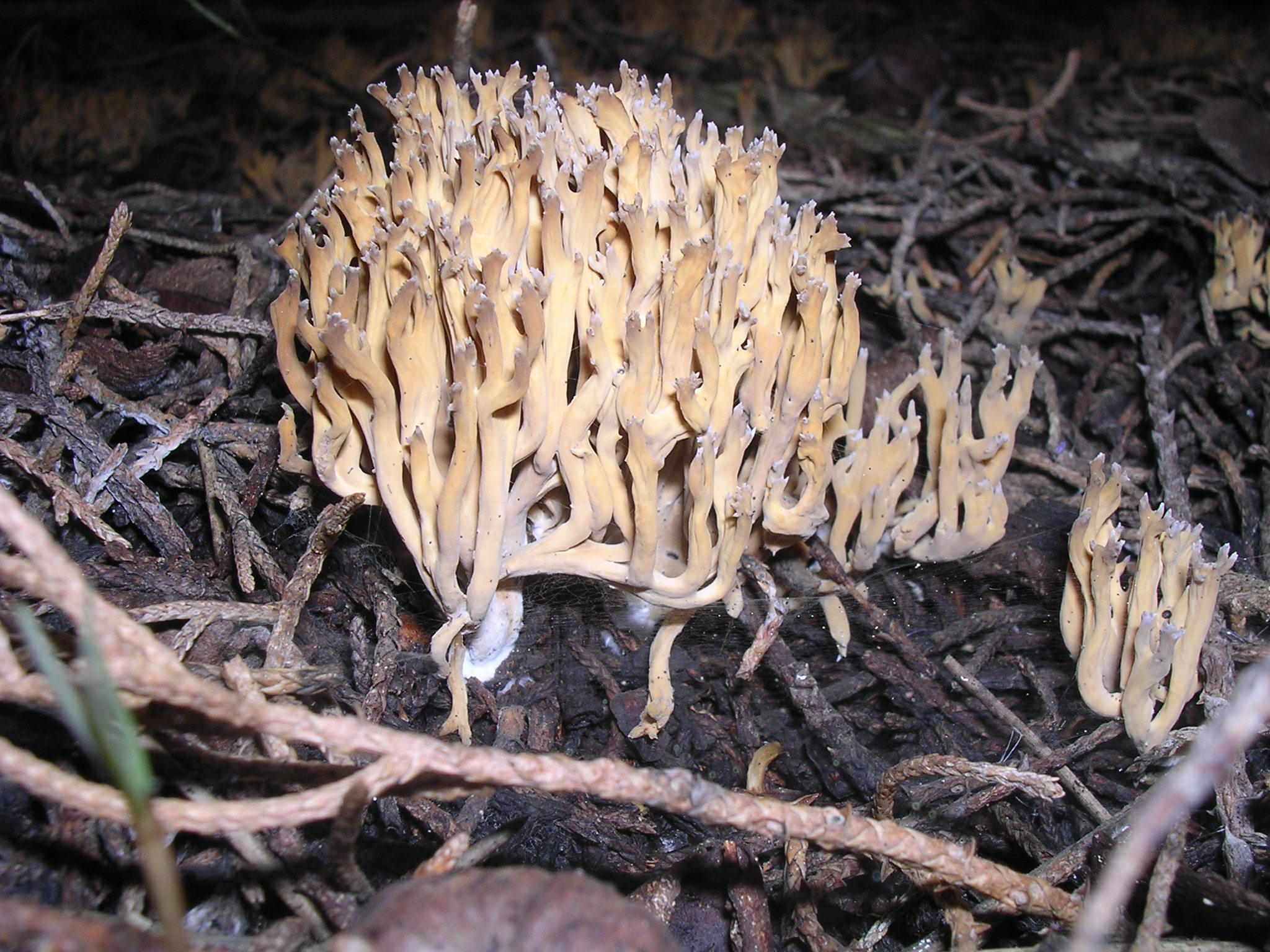
!Ramaria fennica!
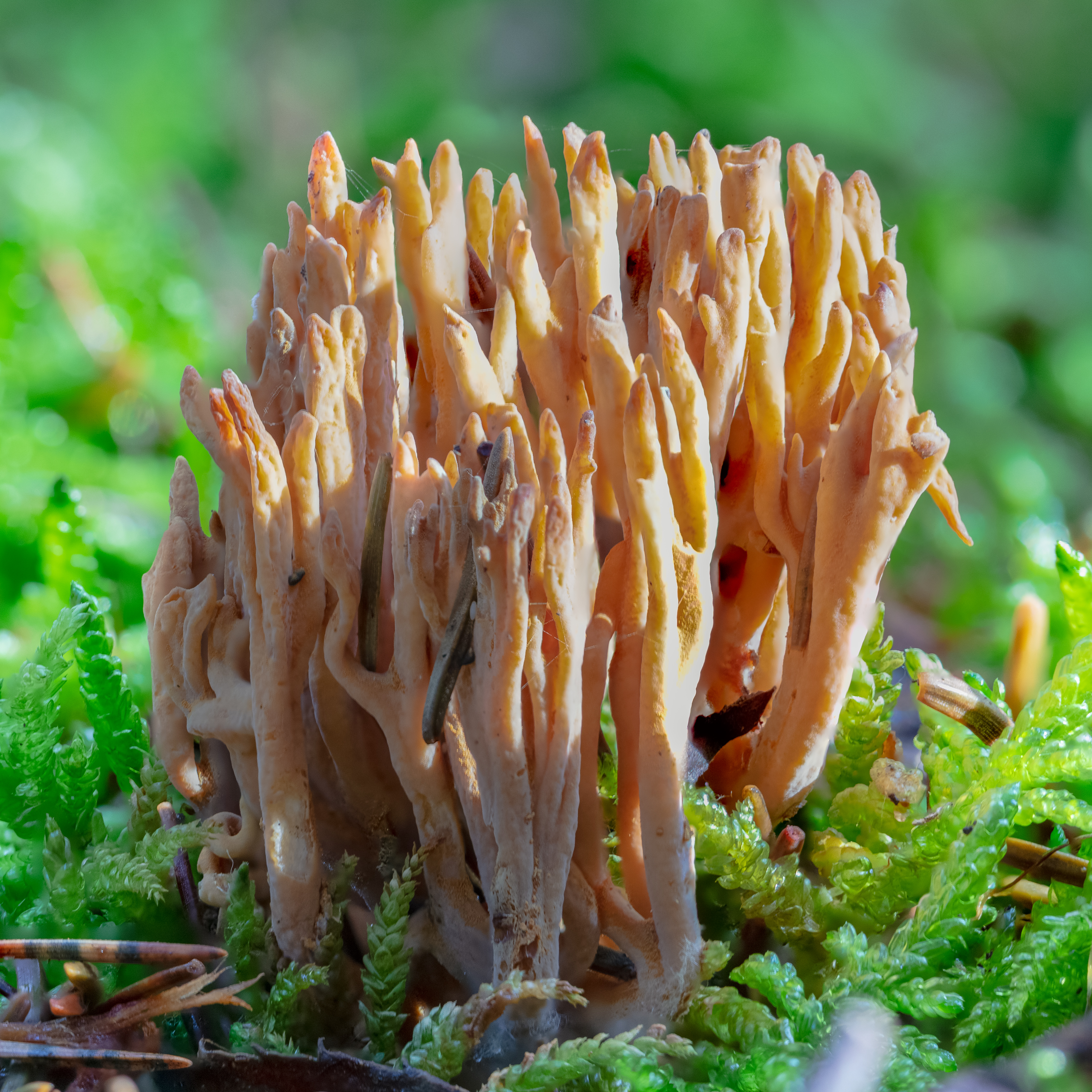
!Ramaria flaccida!
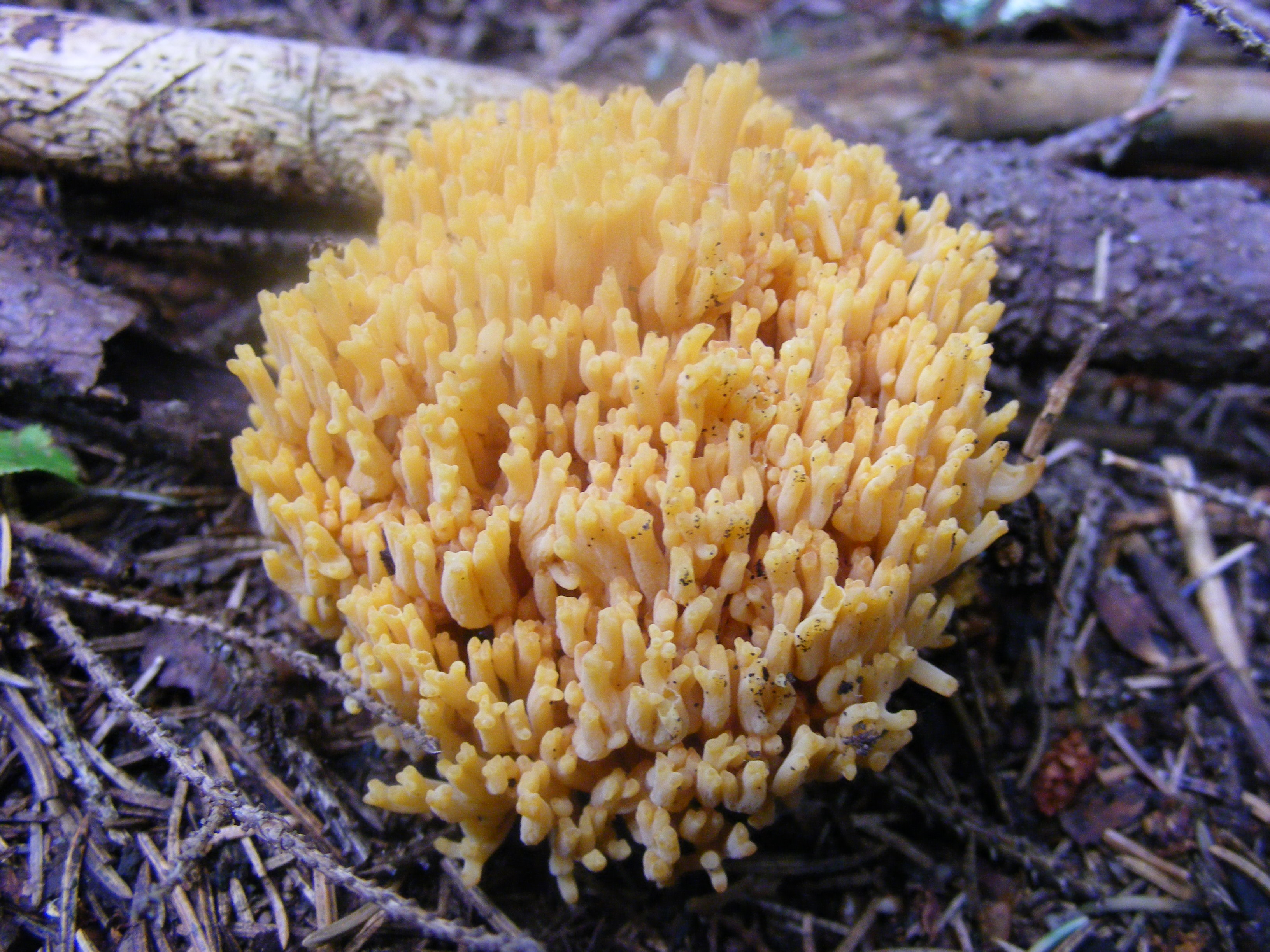
Ramaria flava
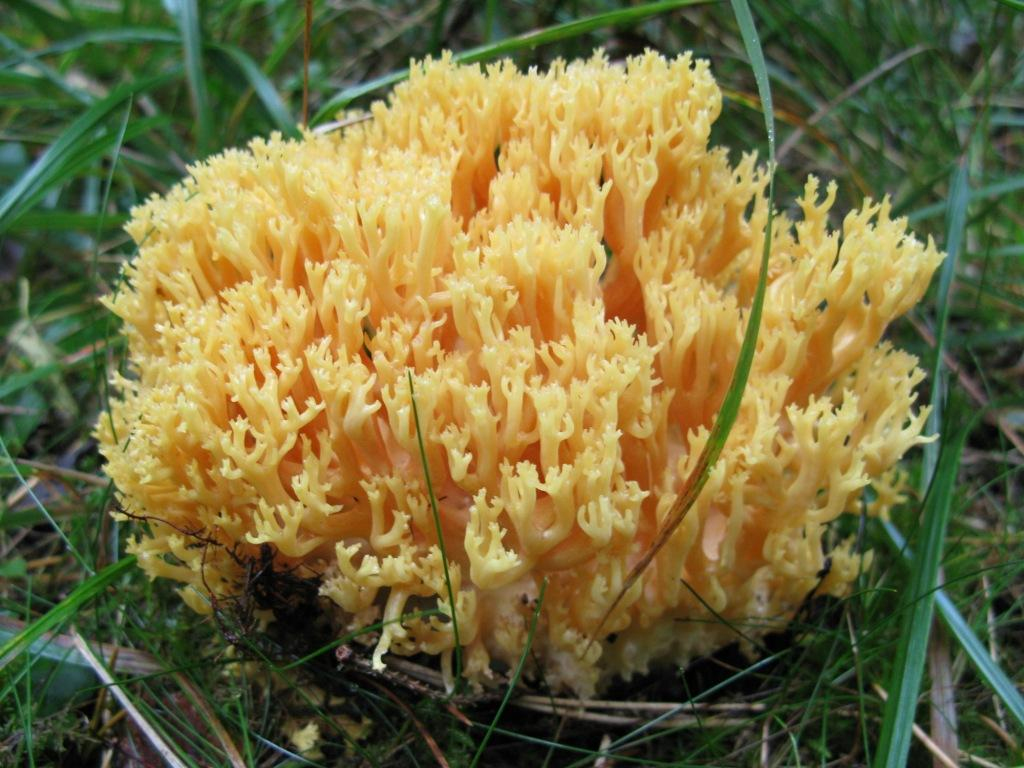
Ramaria flavescens
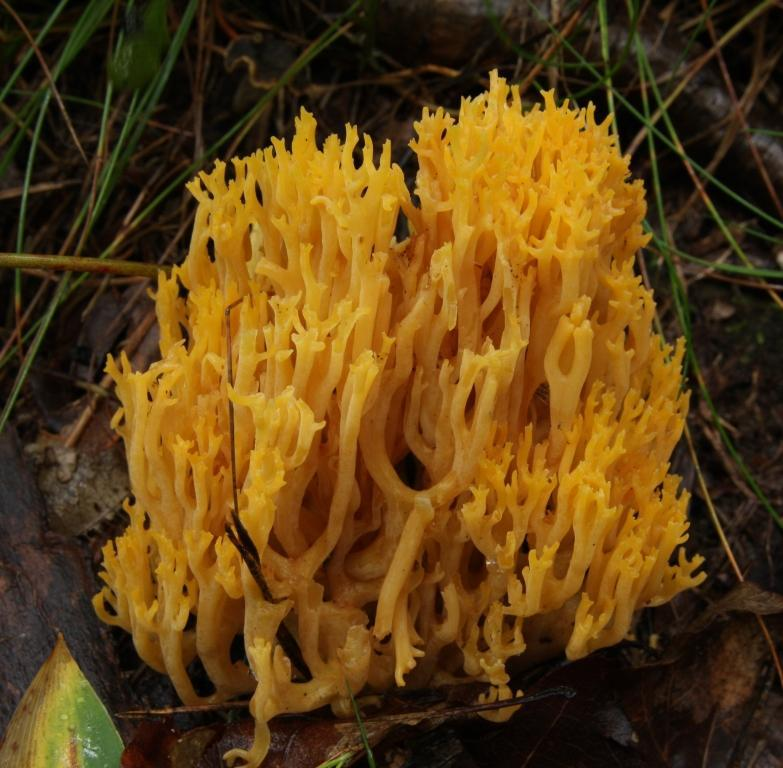
Ramaria flavobrunnescens

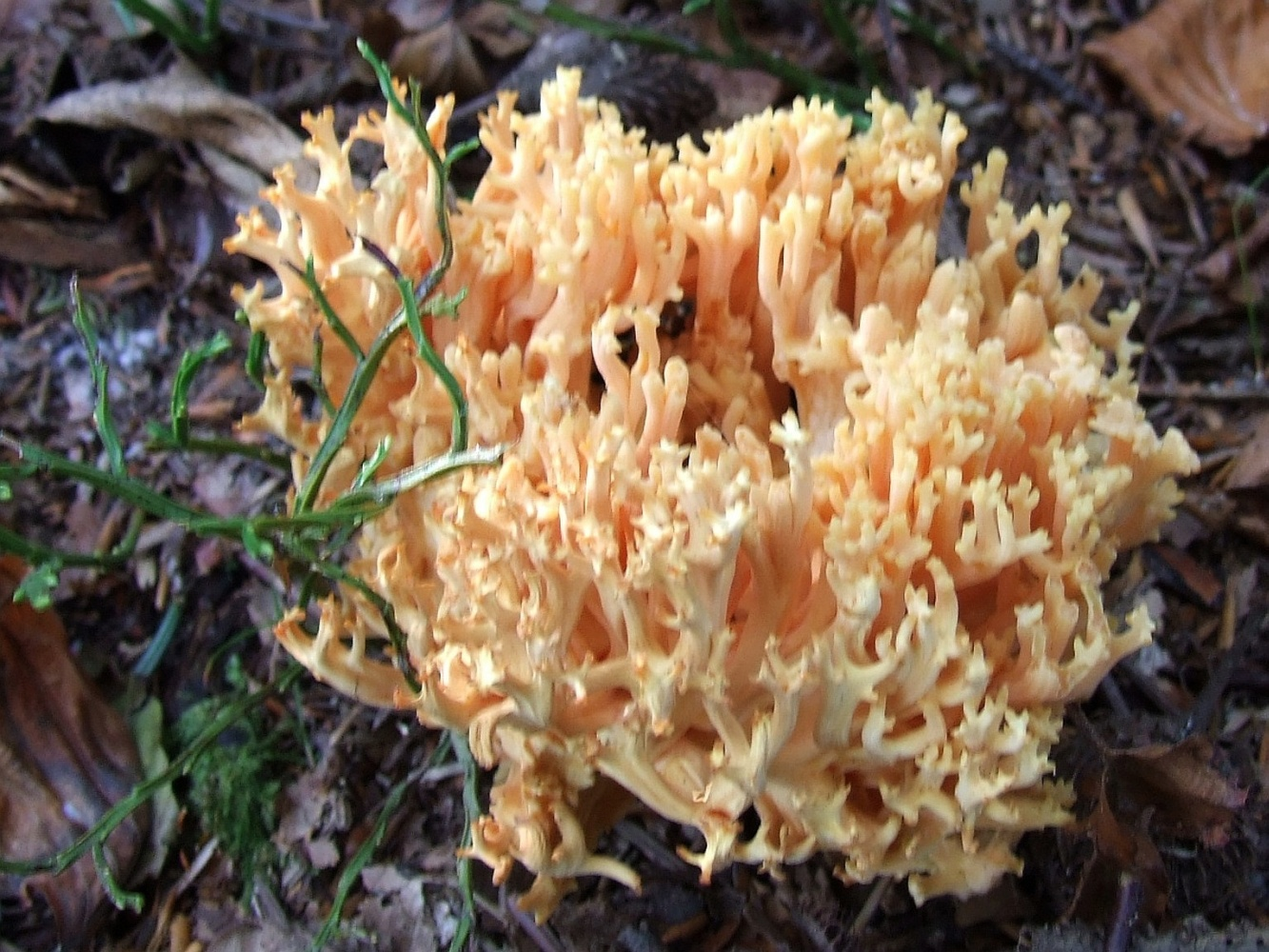
!!Ramaria formosa!!
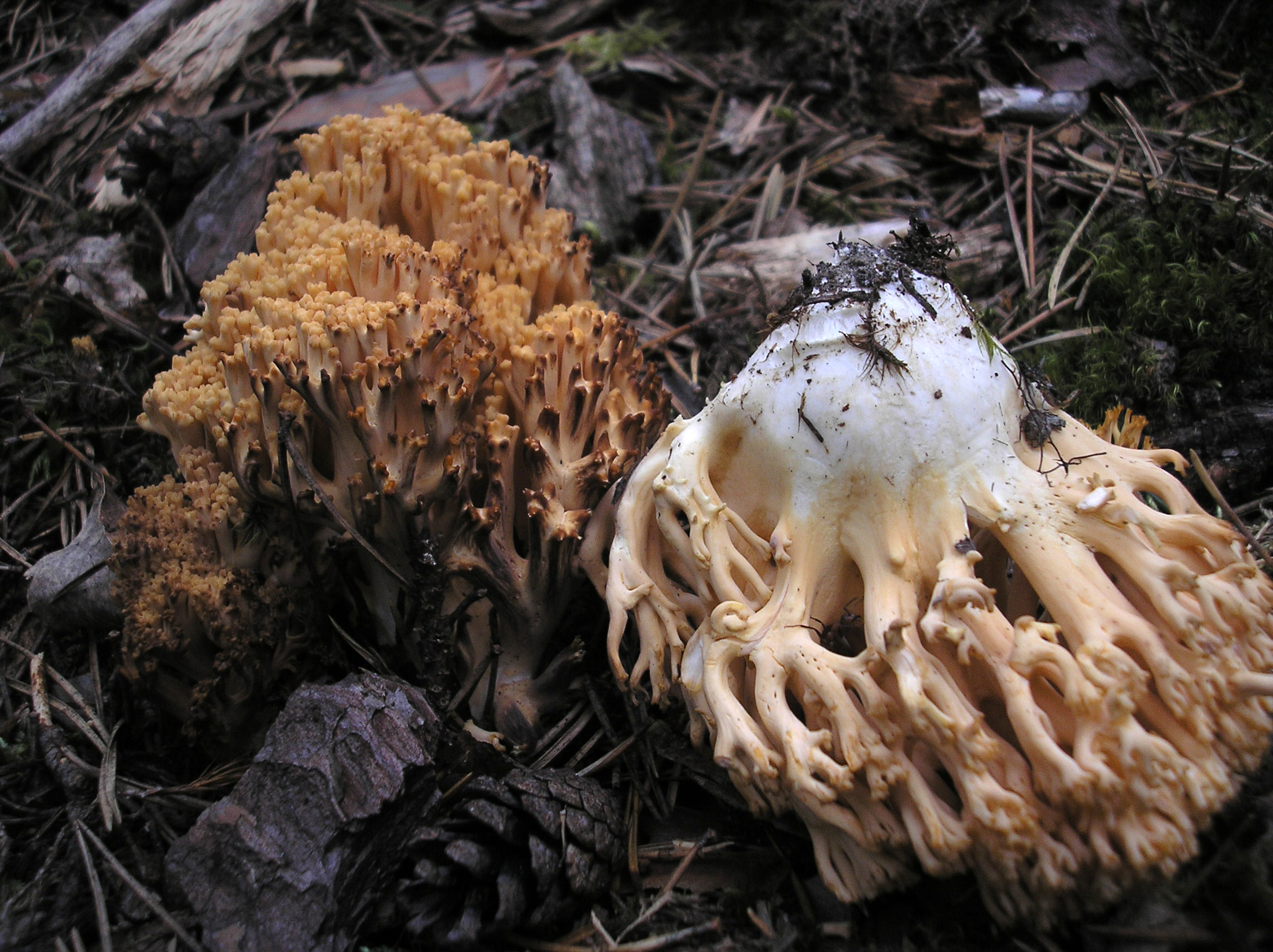
Similară Ramaria obtusissima
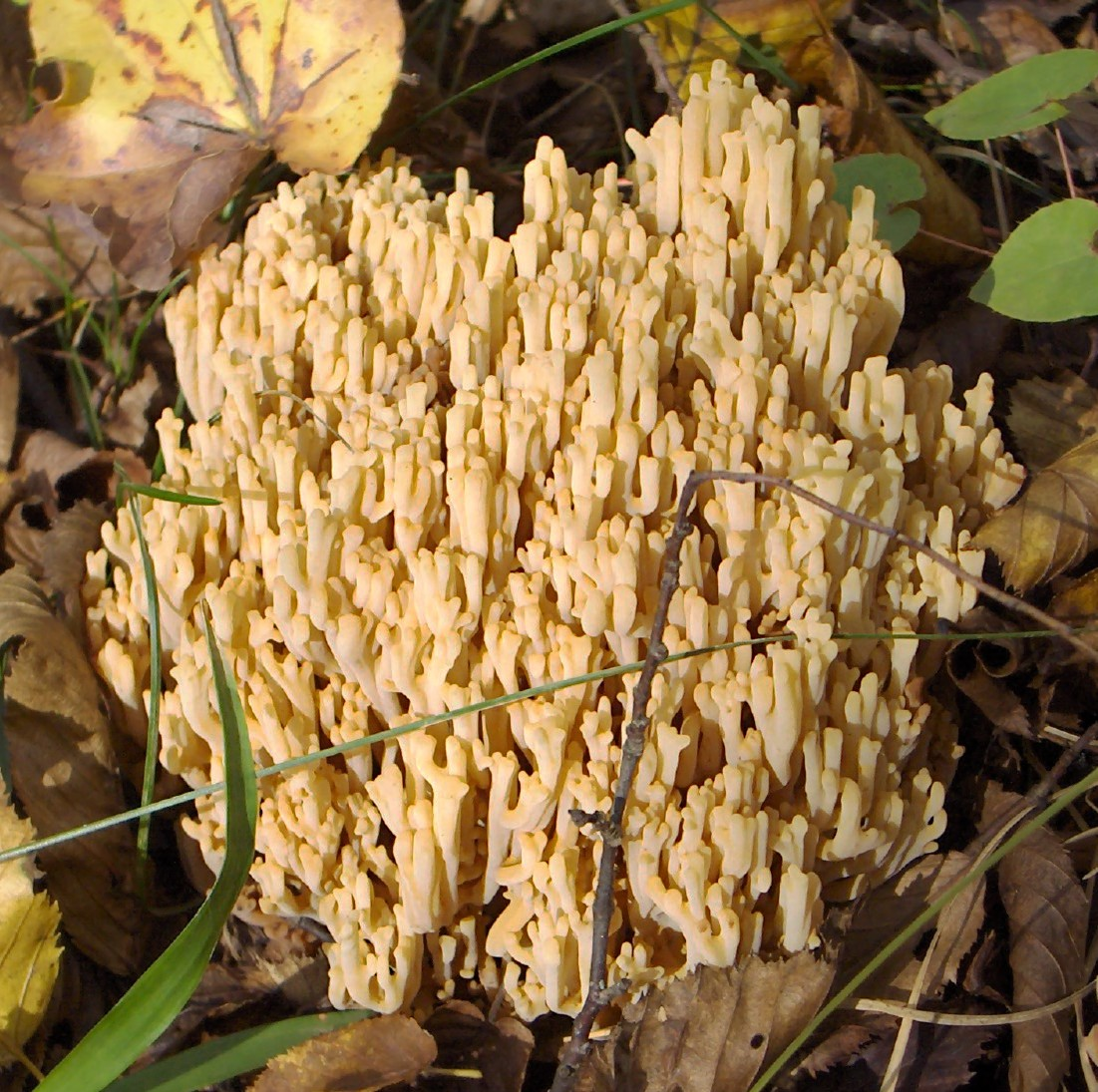
!!Ramaria pallida!!
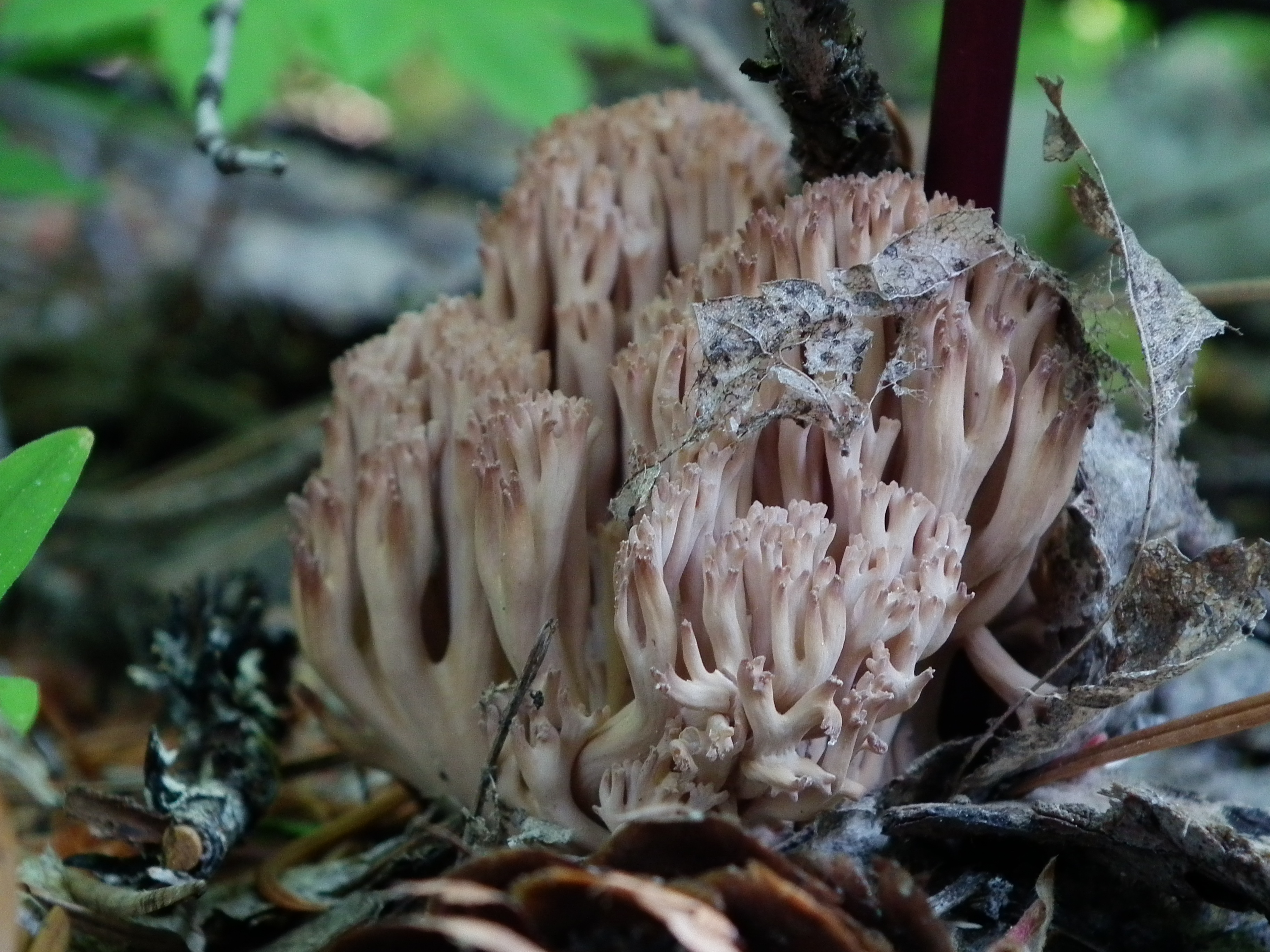
Ramaria rufescens
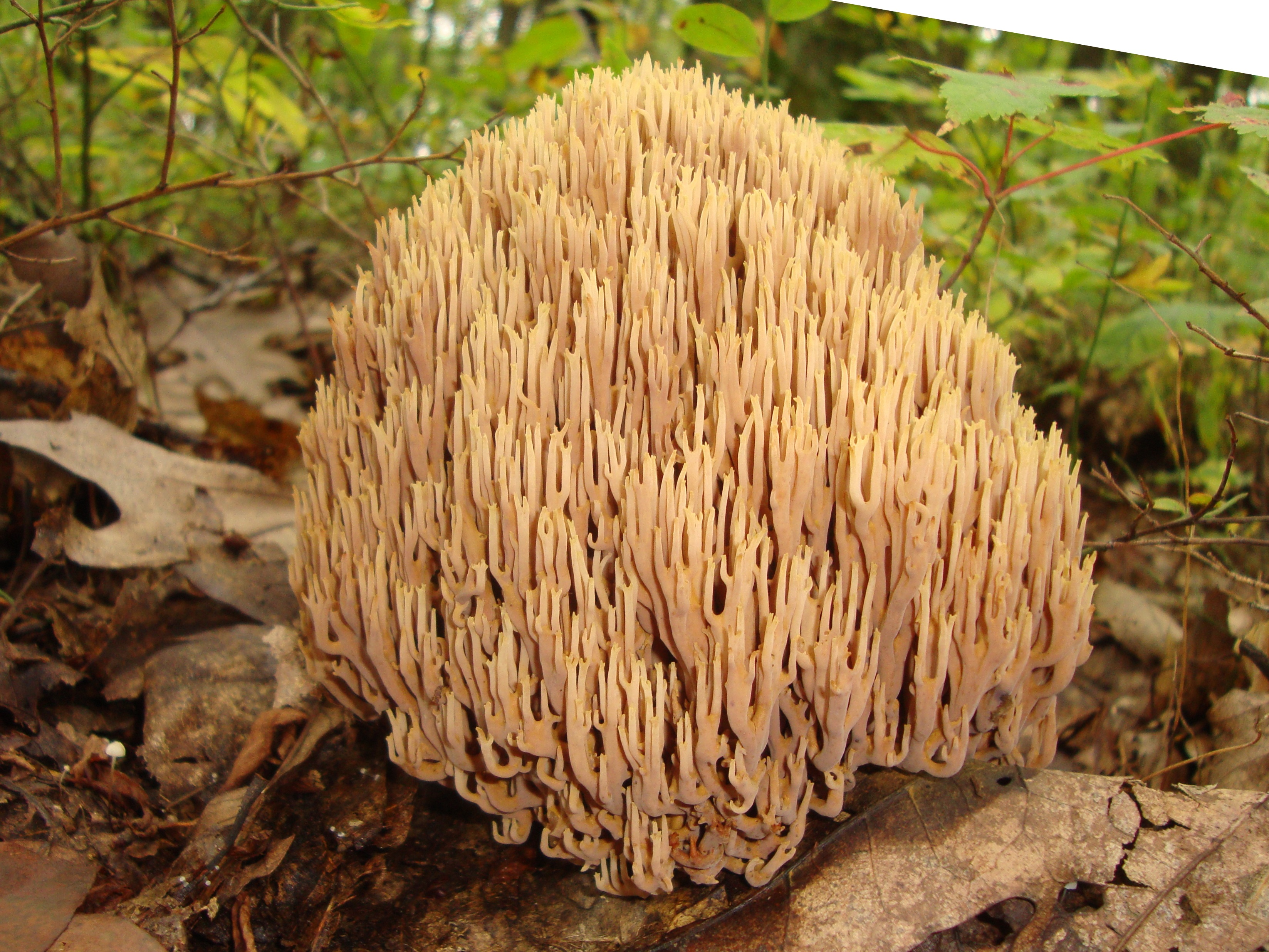
!Ramaria stricta!
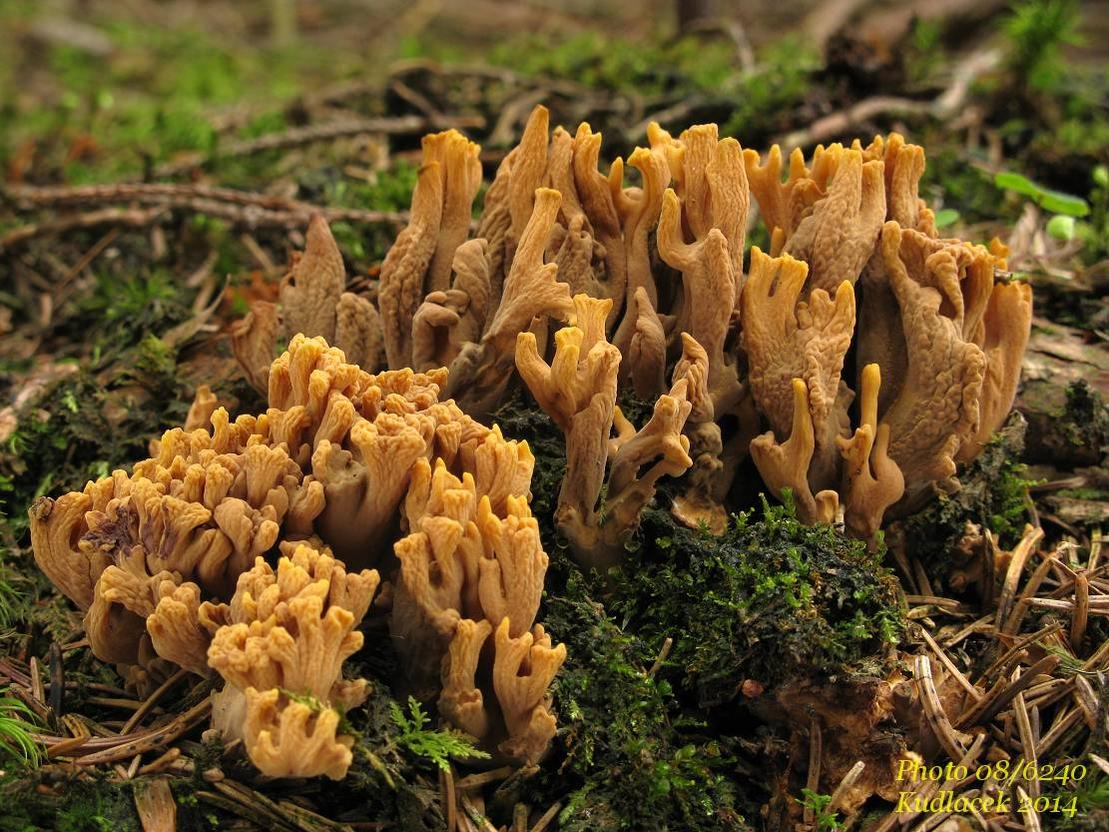
!Ramaria testaceoflava!
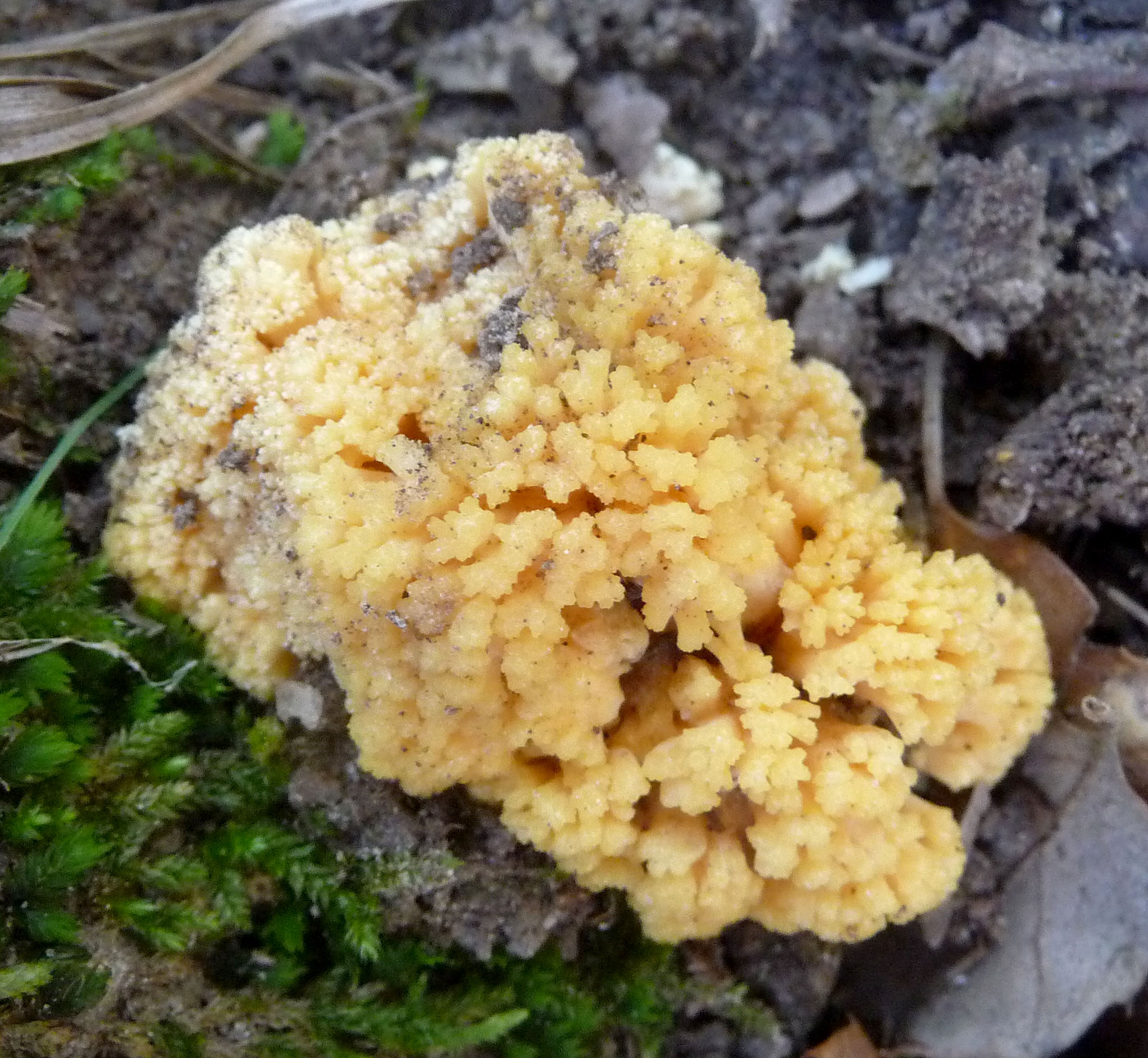
Sparassis crispa tânără

## Valorificare

### Comestibilitate
Mirosul neplăcut trece cel mai târziu după prepararea ciupercii, fiind de gust plăcut, asemănător bureților de buturugă sau Marasmius oreades|buretelui de rouă]]. Se indică doar consumul de exemplare tinere,  pentru că bureții devin cu avansarea în vârstă din ce în ce mai amari.

### Efecte antioxigene
Ramaria largentii Marr & D. E. Stuntz este o ciupercă sălbatică comestibilă a cărei compoziție chimică și bioactivitate nu au fost investigate. Aici, autorii prezintă un studiu privind constituenții fenolici, efectele antioxidante și antigenotoxice ale unui extract hidrometanolic al corpurilor fructifere. Conținutul total fenolic, estimat prin testul folinic conform Ciocâlteu, s-a dovedit, a fi de 42,33 ± 0,18 mg GAE/g. Acizii protocatecuici și vanilici au fost detectați prin HPLC-DAD-ESI-MS. Extractul a arătat capacități bune de eliminare și reducere a radicalilor liberi (EC50 = 64,3 ± 0,2 și respectiv 61,54 ± 0,46 μg/mL). În celulele Vero normale, extractul (100, 200 și 300 μg/ml) nu a prezentat potențial genotoxic și, în plus, ADN-ul a fost protejat aproape complet împotriva daunelor induse de peroxidul de hidrogen H2O2 (2,09-7,91% ADN din coadă) (pre-tratament de 24 și 48 de ore) . Luate împreună, rezultatele studiului arată că extractul din Ramaria largentii este lipsit de genotoxicitate și are o activitate remarcabilă de protecție a ADN-ului împotriva daunelor induse de H2O2.